# Herbert Reissmann
Ernst August Herbert Reissmann (* 19. Mai 1895 in Kamenz; † 1961 in Weimar) war ein deutscher Architekt und Hochschullehrer, in dessen Bauten sich Bauhausideen widerspiegeln.

## Leben und Werk

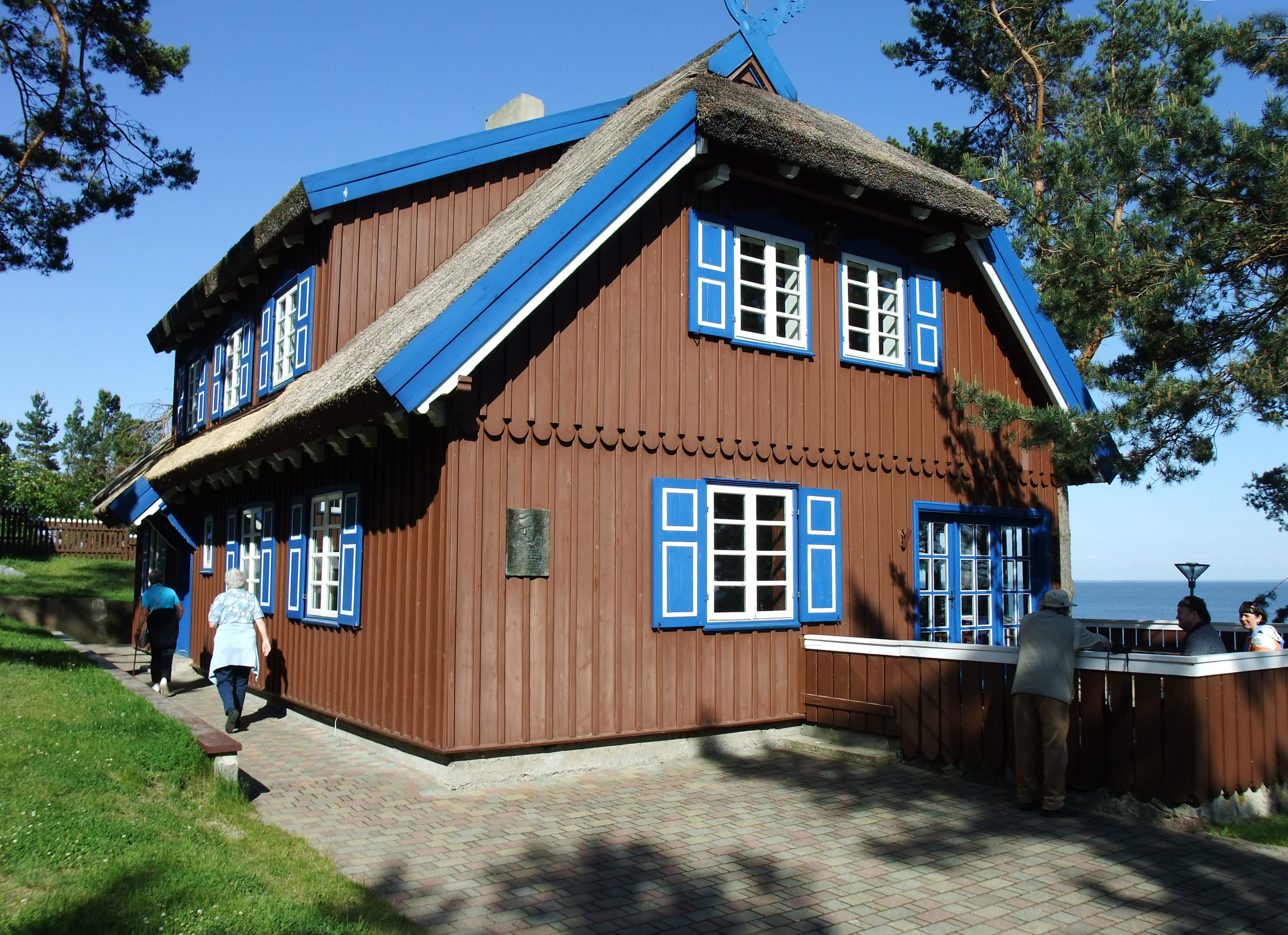
Thomas-Mann-Haus in Nida

Er war der Sohn eines Uhrmachers. Nach dem Abitur wollte er Maurermeister werden, wurde aber zum Wehrdienst eingezogen. Nach Ende des Krieges studierte er von 1919 bis 1922 Bauingenieurwesen an der Technischen Universität Dresden. Das Studium schloss er als Diplom-Ingenieur ab. Nach längerer Suche nach einer Stelle fand er 1923 in Memel beim Architekt A. Nixdorf eine Stelle als Hilfskraft für Entwurfsarbeiten. Nach dem Zweiten Weltkrieg ließ er sich in der Sowjetischen Besatzungszone nieder und wurde 1956 zum Professor mit Lehrauftrag für ländliches Bauen an der Hochschule für Architektur und Bauwesen in Weimar ernannt.
Zu seinen Bauprojekten zählt u. a. das Thomas-Mann-Kulturzentrum in Nida (Nidden) auf der Kurischen Nehrung in Litauen.

## Schriften (Auswahl)
- (Mitwirkung): Taschenbuch des Landbaumeisters. Radebeul, Berlin 1954.
- Holzschutz an landwirtschaftlichen Bauten. Berlin 1955.
- (Mitwirkung): Taschenbuch des Landbaumeisters. 2. Aufl. Radebeul, Berlin 1958.